# Сборная Исландии по футболу
Сборная Исландии по футболу (исл. Íslenska karlalandsliðið í knattspyrnu) — национальная сборная, представляющая Исландию на международных соревнованиях по футболу. Управляющая организация — Федерация футбола Исландии.
По состоянию на 20 июня 2024 года сборная в рейтинге ФИФА занимает 70-е место, а в рейтинге УЕФА на 11 октября 2017 года — 10-е.
Дебют сборной Исландии по футболу на чемпионатах Европы состоялся в 2016 году. Исландцы дошли до четвертьфинала, проиграв хозяевам турнира, сборной Франции, со счётом 2:5. Спустя 2 года сборная Исландии дебютировала на чемпионате мира в России, но на этот раз она не смогла преодолеть групповой этап.

## О сборной

### Выступления на чемпионатах Европы
Исландия ранее не играла в финальных стадиях чемпионата Европы. Одной из наиболее успешных квалификационных кампаний для страны был отборочный цикл чемпионата Европы 2004 года, когда команда под руководством Асгейра Сигурвинссона имела шансы занять первое или второе место. Для этого нужно было побеждать Германию и ждать осечки сборной Шотландии. Однако Германия одержала победу над исландцами со счётом 3:0 и лишила их шансов на первое место, а победа шотландцев над Литвой оставила исландцев без плей-офф отбора Евро-2004.
Однако 6 сентября 2015 года, сыграв вничью со сборной Казахстана (0:0), сборная Исландии совершила историческое достижение, гарантировав себе первое в своей истории участие в чемпионате Европы.
В своей первой игре на чемпионате Европы 2016 Исландия, состав которой полностью состоял из игроков из зарубежных чемпионатов, сумела уйти от поражения в матче с португальцами. Автором первого гола сборной на чемпионатах Европы стал Биркир Бьяднасон. Во втором матче исландцы сыграли вничью с венграми (1:1), а в третьем матче обыграли австрийцев (2:1), благодаря голам Йона Дади Бёдварссона и Арнора Траустасона. Исландцы вышли из группы со второго места и в 1/8 финала сенсационно обыграли англичан (2:1). Лучшим игроком этого матча был признан автор первого мяча в ворота англичан защитник Рагнар Сигурдссон. 3 июля исландцы в четвертьфинале сыграли с хозяевами чемпионата — французами, и уступили со счётом 2:5.
По окончании чемпионата Европы-2016, Ларс Лагербек оставил тренерский пост, и тем самым его помощник (2 главный тренер сборной Исландии) Хеймир Хадльгримссон стал единственным главным тренером сборной Исландии по футболу.

### Выступления на чемпионатах мира
Впервые Исландия была близка к выходу на чемпионат мира 2014 года: в отборе к турниру команда под руководством Ларса Лагербека провела свой лучший цикл: одержав 5 побед и 3 ничьих и пропустив вперёд в группе лишь Швейцарию, она впервые в истории обеспечила себе выход в стыковые матчи, где встретилась со сборной Хорватии. Первый матч в Рейкьявике закончился со счётом 0:0, а в ответной игре в Загребе победу одержали хорваты. Интересно, что при посеве исландцы заняли место в 6-й (последней) корзине среди самых слабых сборных Европы.
Отбор на чемпионат мира в Россию исландцы преодолели успешно, одержав в десяти матчах семь побед и оставив позади себя крепкие сборные Хорватии, Украины и Турции, впервые квалифицировавшись в финальную часть чемпионата мира. Исландия стала самой малонаселённой страной, сборная которой принимала участие в финальном турнире чемпионатов, побив «рекорд» сборной Тринидада и Тобаго.
В первом в своей истории матче на чемпионате мира исландцы сыграли вничью с Аргентиной 1:1. Гол за сборную Исландии забил Альфред Финнбогасон. После этого команда уступила Нигерии 0:2 и Хорватии 1:2 и с одним очком заняла последнее место в группе.

### Рекорды
24 апреля 1996 года сборная Исландии провела в Таллине товарищеский матч с Эстонией, который стал уникальным: во втором тайме Эйдур Смари Гудьонсен вышел на замену вместо своего отца Арнора. Это был первый матч, в котором одновременно играли отец и сын. Эйдур Гудьонсен благодаря этому даже попал в книгу рекордов Гиннесса.
Ещё одной вехой в исландском футболе стала победа 18 августа 2004 года над будущим чемпионом мира сборной Италии со счётом 2:0. Тогда на матч в Рейкьявике собрались 20 034 болельщика — рекорд для страны с населением 320 тысяч человек.
Рекордсменом сборной по количеству сыгранных матчей является Рунар Кристинссон, который в 1987—2004 годах провёл 104 матча (3 гола). Также в тройку лидеров входят Херманн Хрейдарссон и Эйдур Гудьонсен. Гудьонсен является лучшим бомбардиром в истории сборной, второе место у Колбейнна Сигторссона. Отец Эйдура Гудьонсена Арнор также входит в 10-ку лучших по сыгранным матчам и забитым мячам.

### Стиль игры и подбор состава
Традиционный стиль игры исландцев — оборонительный, который иногда приносил им успех в матчах против более сильных команд (в том числе и против сборной СССР в отдельных встречах). Как правило, исландцы при оборонительном стиле рассчитывали забить противнику в случае удачной контратаки. Игроки сборных, игравших против Исландии (в том числе и французы), скептически оценивали оборонительную тактику, утверждая, что исландцы больше мешают играть противнику, чем создают и развивают собственные атаки. Тем не менее, в отборочном цикле к Евро-2000 исландцы сыграли дома с французами вничью. Помимо отменной игры на «втором этаже», исландцы использовали точные длинные пасы. Поскольку исландский чемпионат разыгрывался с мая по сентябрь, а клубы не устраивали предсезонные сборы на юге Европы, футболисты уделяли особое внимание тренировкам в тренажёрных залах, благодаря чему в плане атлетизма и игры головой превосходили многих игроков из других стран, но уступали в технике.
В начале 1970-х годов в составе сборной Исландии на матч выходило не более двух легионеров, вокруг которых строилась игра. В 1980-е годы в составе сборной было 10 профессиональных игроков, которые проводили все отборочные и товарищеские матчи. В 1990-е годы в страну стали приезжать агенты из британских и скандинавских футбольных клубов, которые тщательно следили за юными игроками и предлагали им при первой же возможности контракт. К концу 1990-х годов костяком сборной Исландии стали сугубо легионеры из других чемпионатов. В 1990-е годы при численности населения в 204 тысячи человек (население меньше, чем в Люксембурге и на Мальте) в стране занималось футболом 10 % населения (с учётом женщин) — по данным статистики ФИФА тех лет, Исландия занимала 1-е место в мире по количеству футболистов на душу населения. Невзирая на свой статус аутсайдера в европейском футболе, благодаря программе детско-юношеского футбола исландцы сумели в 1990-е годы выправить своё положение, избавившись от статуса аутсайдера, преследовавшего их в 1970-е годы.
Большая часть легионеров из национальной сборной отдавала предпочтение клубам Швеции, Норвегии и Дании (в 1998 году около 30 исландских игроков играли за эти клубы). В то же время в сборной конца 90-х были представители чемпионатов Германии (Эйолфур Сверриссон — «Герта») и Англии (Ларус Орри Сигурдссон — «Кристал Пэлас», Арнар Гуннлагссон — «Болтон»). Однако ставший в 1998 году тренером сборной Гудьон Тордарсон отказался от услуг некоторых звёздных легионеров, посчитав их несовместимыми с игровой схемой — при нём из сборной ушли Арнар Гретарссон из греческого АЕК и капитан «Болтона» Гудни Бергссон.

## Статистика выступлений на международных турнирах

### Чемпионаты мира
| Финальные турниры | Финальные турниры                              | Финальные турниры                              | Финальные турниры                              | Финальные турниры                              | Финальные турниры                              | Финальные турниры                              | Финальные турниры                              | Финальные турниры                              | Финальные турниры                              |                                                | Отборочные турниры                             | Отборочные турниры                             | Отборочные турниры                             | Отборочные турниры                             | Отборочные турниры                             | Отборочные турниры                             | Отборочные турниры |
| Год               | Результат                                      | Место                                          | И                                              | В                                              | Н                                              | П                                              | ГЗ                                             | ГП                                             | Составы                                        | Место                                          | И                                              | В                                              | Н                                              | П                                              | ГЗ                                             | ГП                                             |                    |
| ----------------- | ---------------------------------------------- | ---------------------------------------------- | ---------------------------------------------- | ---------------------------------------------- | ---------------------------------------------- | ---------------------------------------------- | ---------------------------------------------- | ---------------------------------------------- | ---------------------------------------------- | ---------------------------------------------- | ---------------------------------------------- | ---------------------------------------------- | ---------------------------------------------- | ---------------------------------------------- | ---------------------------------------------- | ---------------------------------------------- | ------------------ |
| 1930              | Не принимала участие                           | Не принимала участие                           | Не принимала участие                           | Не принимала участие                           | Не принимала участие                           | Не принимала участие                           | Не принимала участие                           | Не принимала участие                           | Не принимала участие                           | Не принимала участие                           | Не принимала участие                           | Не принимала участие                           | Не принимала участие                           | Не принимала участие                           | Не принимала участие                           | Не принимала участие                           |                    |
| 1934              | Не принимала участие                           | Не принимала участие                           | Не принимала участие                           | Не принимала участие                           | Не принимала участие                           | Не принимала участие                           | Не принимала участие                           | Не принимала участие                           | Не принимала участие                           | Не принимала участие                           | Не принимала участие                           | Не принимала участие                           | Не принимала участие                           | Не принимала участие                           | Не принимала участие                           | Не принимала участие                           |                    |
| 1938              | Не принимала участие                           | Не принимала участие                           | Не принимала участие                           | Не принимала участие                           | Не принимала участие                           | Не принимала участие                           | Не принимала участие                           | Не принимала участие                           | Не принимала участие                           | Не принимала участие                           | Не принимала участие                           | Не принимала участие                           | Не принимала участие                           | Не принимала участие                           | Не принимала участие                           | Не принимала участие                           |                    |
| 1950              | Не принимала участие                           | Не принимала участие                           | Не принимала участие                           | Не принимала участие                           | Не принимала участие                           | Не принимала участие                           | Не принимала участие                           | Не принимала участие                           | Не принимала участие                           | Не принимала участие                           | Не принимала участие                           | Не принимала участие                           | Не принимала участие                           | Не принимала участие                           | Не принимала участие                           | Не принимала участие                           |                    |
| 1954              | Не была допущена ФИФА к участию в квалификации | Не была допущена ФИФА к участию в квалификации | Не была допущена ФИФА к участию в квалификации | Не была допущена ФИФА к участию в квалификации | Не была допущена ФИФА к участию в квалификации | Не была допущена ФИФА к участию в квалификации | Не была допущена ФИФА к участию в квалификации | Не была допущена ФИФА к участию в квалификации | Не была допущена ФИФА к участию в квалификации | Не была допущена ФИФА к участию в квалификации | Не была допущена ФИФА к участию в квалификации | Не была допущена ФИФА к участию в квалификации | Не была допущена ФИФА к участию в квалификации | Не была допущена ФИФА к участию в квалификации | Не была допущена ФИФА к участию в квалификации | Не была допущена ФИФА к участию в квалификации |                    |
| 1958              | Не прошла квалификацию                         | Не прошла квалификацию                         | Не прошла квалификацию                         | Не прошла квалификацию                         | Не прошла квалификацию                         | Не прошла квалификацию                         | Не прошла квалификацию                         | Не прошла квалификацию                         | Не прошла квалификацию                         | 3/3                                            | 4                                              | 0                                              | 0                                              | 4                                              | 6                                              | 26                                             |                    |
| 1962              | Не принимала участие                           | Не принимала участие                           | Не принимала участие                           | Не принимала участие                           | Не принимала участие                           | Не принимала участие                           | Не принимала участие                           | Не принимала участие                           | Не принимала участие                           | Не принимала участие                           | Не принимала участие                           | Не принимала участие                           | Не принимала участие                           | Не принимала участие                           | Не принимала участие                           | Не принимала участие                           |                    |
| 1966              | Не принимала участие                           | Не принимала участие                           | Не принимала участие                           | Не принимала участие                           | Не принимала участие                           | Не принимала участие                           | Не принимала участие                           | Не принимала участие                           | Не принимала участие                           | Не принимала участие                           | Не принимала участие                           | Не принимала участие                           | Не принимала участие                           | Не принимала участие                           | Не принимала участие                           | Не принимала участие                           |                    |
| 1970              | Не принимала участие                           | Не принимала участие                           | Не принимала участие                           | Не принимала участие                           | Не принимала участие                           | Не принимала участие                           | Не принимала участие                           | Не принимала участие                           | Не принимала участие                           | Не принимала участие                           | Не принимала участие                           | Не принимала участие                           | Не принимала участие                           | Не принимала участие                           | Не принимала участие                           | Не принимала участие                           |                    |
| 1974              | Не прошла квалификацию                         | Не прошла квалификацию                         | Не прошла квалификацию                         | Не прошла квалификацию                         | Не прошла квалификацию                         | Не прошла квалификацию                         | Не прошла квалификацию                         | Не прошла квалификацию                         | Не прошла квалификацию                         | 4/4                                            | 6                                              | 0                                              | 0                                              | 6                                              | 2                                              | 29                                             |                    |
| 1978              | Не прошла квалификацию                         | Не прошла квалификацию                         | Не прошла квалификацию                         | Не прошла квалификацию                         | Не прошла квалификацию                         | Не прошла квалификацию                         | Не прошла квалификацию                         | Не прошла квалификацию                         | Не прошла квалификацию                         | 4/4                                            | 6                                              | 1                                              | 0                                              | 5                                              | 2                                              | 12                                             |                    |
| 1982              | Не прошла квалификацию                         | Не прошла квалификацию                         | Не прошла квалификацию                         | Не прошла квалификацию                         | Не прошла квалификацию                         | Не прошла квалификацию                         | Не прошла квалификацию                         | Не прошла квалификацию                         | Не прошла квалификацию                         | 4/5                                            | 8                                              | 2                                              | 2                                              | 4                                              | 10                                             | 21                                             |                    |
| 1986              | Не прошла квалификацию                         | Не прошла квалификацию                         | Не прошла квалификацию                         | Не прошла квалификацию                         | Не прошла квалификацию                         | Не прошла квалификацию                         | Не прошла квалификацию                         | Не прошла квалификацию                         | Не прошла квалификацию                         | 4/4                                            | 6                                              | 1                                              | 0                                              | 5                                              | 4                                              | 10                                             |                    |
| 1990              | Не прошла квалификацию                         | Не прошла квалификацию                         | Не прошла квалификацию                         | Не прошла квалификацию                         | Не прошла квалификацию                         | Не прошла квалификацию                         | Не прошла квалификацию                         | Не прошла квалификацию                         | Не прошла квалификацию                         | 5/5                                            | 8                                              | 1                                              | 4                                              | 3                                              | 6                                              | 11                                             |                    |
| 1994              | Не прошла квалификацию                         | Не прошла квалификацию                         | Не прошла квалификацию                         | Не прошла квалификацию                         | Не прошла квалификацию                         | Не прошла квалификацию                         | Не прошла квалификацию                         | Не прошла квалификацию                         | Не прошла квалификацию                         | 3/5                                            | 8                                              | 3                                              | 2                                              | 3                                              | 7                                              | 6                                              |                    |
| 1998              | Не прошла квалификацию                         | Не прошла квалификацию                         | Не прошла квалификацию                         | Не прошла квалификацию                         | Не прошла квалификацию                         | Не прошла квалификацию                         | Не прошла квалификацию                         | Не прошла квалификацию                         | Не прошла квалификацию                         | 5/6                                            | 10                                             | 2                                              | 3                                              | 5                                              | 11                                             | 16                                             |                    |
| 2002              | Не прошла квалификацию                         | Не прошла квалификацию                         | Не прошла квалификацию                         | Не прошла квалификацию                         | Не прошла квалификацию                         | Не прошла квалификацию                         | Не прошла квалификацию                         | Не прошла квалификацию                         | Не прошла квалификацию                         | 4/6                                            | 10                                             | 4                                              | 1                                              | 5                                              | 14                                             | 20                                             |                    |
| 2006              | Не прошла квалификацию                         | Не прошла квалификацию                         | Не прошла квалификацию                         | Не прошла квалификацию                         | Не прошла квалификацию                         | Не прошла квалификацию                         | Не прошла квалификацию                         | Не прошла квалификацию                         | Не прошла квалификацию                         | 5/6                                            | 10                                             | 1                                              | 1                                              | 8                                              | 14                                             | 27                                             |                    |
| 2010              | Не прошла квалификацию                         | Не прошла квалификацию                         | Не прошла квалификацию                         | Не прошла квалификацию                         | Не прошла квалификацию                         | Не прошла квалификацию                         | Не прошла квалификацию                         | Не прошла квалификацию                         | Не прошла квалификацию                         | 5/5                                            | 8                                              | 1                                              | 2                                              | 5                                              | 7                                              | 13                                             |                    |
| 2014              | Не прошла квалификацию                         | Не прошла квалификацию                         | Не прошла квалификацию                         | Не прошла квалификацию                         | Не прошла квалификацию                         | Не прошла квалификацию                         | Не прошла квалификацию                         | Не прошла квалификацию                         | Не прошла квалификацию                         | 2/6*                                           | 12                                             | 5                                              | 3                                              | 4                                              | 17                                             | 17                                             |                    |
| 2018              | Групповой этап                                 | 28/32                                          | 3                                              | 0                                              | 1                                              | 2                                              | 2                                              | 5                                              | Состав                                         | 1/6                                            | 10                                             | 7                                              | 1                                              | 2                                              | 16                                             | 7                                              |                    |
| 2022              | Не прошла квалификацию                         | Не прошла квалификацию                         | Не прошла квалификацию                         | Не прошла квалификацию                         | Не прошла квалификацию                         | Не прошла квалификацию                         | Не прошла квалификацию                         | Не прошла квалификацию                         | Не прошла квалификацию                         | 5/6                                            | 10                                             | 2                                              | 3                                              | 5                                              | 12                                             | 18                                             |                    |
| Всего             | Лучший: Групповой этап                         | Участие: 1/21                                  | 3                                              | 0                                              | 1                                              | 2                                              | 2                                              | 5                                              | —                                              | Всего                                          | 116                                            | 30                                             | 22                                             | 64                                             | 128                                            | 233                                            |                    |

- * — проиграла в стыковых матчах со сборной Хорватии с общим счётом 2:0.

### Чемпионаты Европы
| Финальные турниры | Финальные турниры      | Финальные турниры      | Финальные турниры      | Финальные турниры      | Финальные турниры      | Финальные турниры      | Финальные турниры      | Финальные турниры      | Финальные турниры      |                | Отборочные турниры | Отборочные турниры | Отборочные турниры | Отборочные турниры | Отборочные турниры | Отборочные турниры | Отборочные турниры |
| Год               | Результат              | Место                  | И                      | В                      | Н                      | П                      | ГЗ                     | ГП                     | Составы                | Место          | И                  | В                  | Н                  | П                  | ГЗ                 | ГП                 |                    |
| ----------------- | ---------------------- | ---------------------- | ---------------------- | ---------------------- | ---------------------- | ---------------------- | ---------------------- | ---------------------- | ---------------------- | -------------- | ------------------ | ------------------ | ------------------ | ------------------ | ------------------ | ------------------ | ------------------ |
| 1960              | Не участвовала         | Не участвовала         | Не участвовала         | Не участвовала         | Не участвовала         | Не участвовала         | Не участвовала         | Не участвовала         | Не участвовала         | Не участвовала | Не участвовала     | Не участвовала     | Не участвовала     | Не участвовала     | Не участвовала     | Не участвовала     |                    |
| 1964              | Не прошла квалификацию | Не прошла квалификацию | Не прошла квалификацию | Не прошла квалификацию | Не прошла квалификацию | Не прошла квалификацию | Не прошла квалификацию | Не прошла квалификацию | Не прошла квалификацию | Первый раунд   | 2                  | 0                  | 1                  | 1                  | 3                  | 5                  |                    |
| 1968              | Не участвовала         | Не участвовала         | Не участвовала         | Не участвовала         | Не участвовала         | Не участвовала         | Не участвовала         | Не участвовала         | Не участвовала         | Не участвовала | Не участвовала     | Не участвовала     | Не участвовала     | Не участвовала     | Не участвовала     | Не участвовала     |                    |
| 1972              | Не участвовала         | Не участвовала         | Не участвовала         | Не участвовала         | Не участвовала         | Не участвовала         | Не участвовала         | Не участвовала         | Не участвовала         | Не участвовала | Не участвовала     | Не участвовала     | Не участвовала     | Не участвовала     | Не участвовала     | Не участвовала     |                    |
| 1976              | Не прошла квалификацию | Не прошла квалификацию | Не прошла квалификацию | Не прошла квалификацию | Не прошла квалификацию | Не прошла квалификацию | Не прошла квалификацию | Не прошла квалификацию | Не прошла квалификацию | 4/4            | 6                  | 1                  | 2                  | 3                  | 3                  | 8                  |                    |
| 1980              | Не прошла квалификацию | Не прошла квалификацию | Не прошла квалификацию | Не прошла квалификацию | Не прошла квалификацию | Не прошла квалификацию | Не прошла квалификацию | Не прошла квалификацию | Не прошла квалификацию | 5/5            | 8                  | 0                  | 0                  | 8                  | 2                  | 21                 |                    |
| 1984              | Не прошла квалификацию | Не прошла квалификацию | Не прошла квалификацию | Не прошла квалификацию | Не прошла квалификацию | Не прошла квалификацию | Не прошла квалификацию | Не прошла квалификацию | Не прошла квалификацию | 4/5            | 8                  | 1                  | 1                  | 6                  | 3                  | 13                 |                    |
| 1988              | Не прошла квалификацию | Не прошла квалификацию | Не прошла квалификацию | Не прошла квалификацию | Не прошла квалификацию | Не прошла квалификацию | Не прошла квалификацию | Не прошла квалификацию | Не прошла квалификацию | 4/5            | 8                  | 2                  | 2                  | 4                  | 4                  | 14                 |                    |
| 1992              | Не прошла квалификацию | Не прошла квалификацию | Не прошла квалификацию | Не прошла квалификацию | Не прошла квалификацию | Не прошла квалификацию | Не прошла квалификацию | Не прошла квалификацию | Не прошла квалификацию | 4/5            | 8                  | 2                  | 0                  | 6                  | 7                  | 10                 |                    |
| 1996              | Не прошла квалификацию | Не прошла квалификацию | Не прошла квалификацию | Не прошла квалификацию | Не прошла квалификацию | Не прошла квалификацию | Не прошла квалификацию | Не прошла квалификацию | Не прошла квалификацию | 5/5            | 8                  | 1                  | 2                  | 5                  | 3                  | 12                 |                    |
| 2000              | Не прошла квалификацию | Не прошла квалификацию | Не прошла квалификацию | Не прошла квалификацию | Не прошла квалификацию | Не прошла квалификацию | Не прошла квалификацию | Не прошла квалификацию | Не прошла квалификацию | 4/6            | 10                 | 4                  | 3                  | 3                  | 12                 | 7                  |                    |
| 2004              | Не прошла квалификацию | Не прошла квалификацию | Не прошла квалификацию | Не прошла квалификацию | Не прошла квалификацию | Не прошла квалификацию | Не прошла квалификацию | Не прошла квалификацию | Не прошла квалификацию | 3/5            | 8                  | 4                  | 1                  | 3                  | 11                 | 9                  |                    |
| 2008              | Не прошла квалификацию | Не прошла квалификацию | Не прошла квалификацию | Не прошла квалификацию | Не прошла квалификацию | Не прошла квалификацию | Не прошла квалификацию | Не прошла квалификацию | Не прошла квалификацию | 6/7            | 12                 | 2                  | 2                  | 8                  | 10                 | 27                 |                    |
| 2012              | Не прошла квалификацию | Не прошла квалификацию | Не прошла квалификацию | Не прошла квалификацию | Не прошла квалификацию | Не прошла квалификацию | Не прошла квалификацию | Не прошла квалификацию | Не прошла квалификацию | 4/5            | 8                  | 1                  | 1                  | 6                  | 6                  | 14                 |                    |
| 2016              | Четвертьфинал          | 8/24                   | 5                      | 2                      | 2                      | 1                      | 8                      | 9                      | Состав                 | 2/6            | 10                 | 6                  | 2                  | 2                  | 17                 | 6                  |                    |
| 2020              | Не прошла квалификацию | Не прошла квалификацию | Не прошла квалификацию | Не прошла квалификацию | Не прошла квалификацию | Не прошла квалификацию | Не прошла квалификацию | Не прошла квалификацию | Не прошла квалификацию | 3/6*           | 12                 | 7                  | 1                  | 4                  | 17                 | 14                 |                    |
| 2024              | Не прошла квалификацию | Не прошла квалификацию | Не прошла квалификацию | Не прошла квалификацию | Не прошла квалификацию | Не прошла квалификацию | Не прошла квалификацию | Не прошла квалификацию | Не прошла квалификацию | 4/6*           | 10                 | 3                  | 1                  | 6                  | 17                 | 16                 |                    |
| Всего             | Лучший: Четвертьфинал  | Участие: 1/17          | 5                      | 2                      | 2                      | 1                      | 8                      | 9                      | —                      | Всего          | 117                | 33                 | 19                 | 65                 | 113                | 175                |                    |

- * — выиграла стыковой матч (матч плей-офф квалификации) у сборной Румынии (2:1) и проиграла сборной Венгрии (1:2).
- * — выиграла стыковой матч (матч плей-офф квалификации) у сборной Израиля (1:4) и проиграла сборной Украины (2:1).

### Лига наций УЕФА
| Год       | Раунд турнира             | И  | В | Н | П  | ГЗ | ГП |
| --------- | ------------------------- | -- | - | - | -- | -- | -- |
| 2018/2019 | Групповой раунд (Лига A)  | 4  | 0 | 0 | 4  | 1  | 13 |
| 2020/2021 | Групповой раунд (Лига A)  | 6  | 0 | 0 | 6  | 3  | 17 |
| 2022/2023 | Групповой раунд (Лига B)* | 3  | 0 | 3 | 0  | 5  | 5  |
| Итого:    | Итого:                    | 13 | 0 | 3 | 10 | 9  | 35 |

- * — Игры и голы приведены по состоянию на 13 июня 2022 года. Источник:[12]

## Игры сборной Исландии
Таблица включает все игры сборной Исландии (включая товарищеские матчи и отборы на соревнования). Страны, выделенные курсивом, не состоят в УЕФА, либо перестали существовать. Данные по состоянию на 3 июля 2016 года.
УЕФА:
| Против             | Игры | Победы | Ничьи | Поражения | ГЗ | ГП | ±   | % Побед |
| ------------------ | ---- | ------ | ----- | --------- | -- | -- | --- | ------- |
| Албания            | 5    | 3      | 0     | 2         | 7  | 5  | +2  | 60 %    |
| Андорра            | 5    | 5      | 0     | 0         | 14 | 0  | +14 | 100 %   |
| Армения            | 3    | 2      | 1     | 0         | 4  | 0  | +4  | 67 %    |
| Австрия            | 4    | 1      | 2     | 1         | 4  | 4  | 0   | 25 %    |
| Азербайджан        | 1    | 0      | 1     | 0         | 1  | 1  | 0   | 0 %     |
| Беларусь           | 1    | 0      | 0     | 1         | 0  | 2  | −2  | 0 %     |
| Бельгия            | 9    | 0      | 0     | 9         | 6  | 32 | −26 | 0 %     |
| Болгария           | 5    | 0      | 1     | 4         | 7  | 12 | −5  | 0 %     |
| Хорватия           | 4    | 0      | 1     | 3         | 1  | 9  | −8  | 0 %     |
| Кипр               | 7    | 3      | 3     | 1         | 6  | 3  | +3  | 43 %    |
| Чехия              | 5    | 2      | 0     | 3         | 7  | 10 | −3  | 40 %    |
| Чехословакия       | 5    | 0      | 1     | 4         | 3  | 11 | −8  | 0 %     |
| Дания              | 21   | 0      | 4     | 18        | 14 | 62 | −48 | 0 %     |
| ГДР                | 14   | 2      | 1     | 11        | 7  | 31 | −24 | 14 %    |
| Англия             | 3    | 1      | 1     | 1         | 4  | 8  | −4  | 33 %    |
| Эстония            | 5    | 3      | 1     | 1         | 9  | 3  | +6  | 60 %    |
| Фарерские острова  | 25   | 23     | 1     | 1         | 70 | 13 | +57 | 92 %    |
| Финляндия          | 11   | 3      | 2     | 6         | 11 | 17 | −6  | 20 %    |
| Франция            | 12   | 0      | 3     | 9         | 10 | 35 | −25 | 0 %     |
| Грузия             | 1    | 1      | 0     | 0         | 3  | 1  | +2  | 100 %   |
| Германия           | 4    | 0      | 1     | 3         | 1  | 11 | −10 | 0 %     |
| Греция             | 3    | 1      | 0     | 2         | 3  | 4  | −1  | 33 %    |
| Венгрия            | 11   | 3      | 1     | 7         | 11 | 22 | −11 | 27 %    |
| Ирландия           | 8    | 0      | 3     | 5         | 7  | 14 | −7  | 0 %     |
| Израиль            | 3    | 1      | 1     | 1         | 6  | 5  | +1  | 33 %    |
| Италия             | 2    | 1      | 1     | 0         | 2  | 0  | +2  | 50 %    |
| Казахстан          | 2    | 1      | 1     | 0         | 3  | 0  | +3  | 50 %    |
| Косово             | 1    | 1      | 0     | 0         | 2  | 1  | +1  | 100 %   |
| Латвия             | 6    | 2      | 2     | 2         | 11 | 11 | 0   | 33 %    |
| Лихтенштейн        | 6    | 3      | 2     | 1         | 12 | 5  | +7  | 50 %    |
| Литва              | 4    | 2      | 1     | 1         | 6  | 2  | +4  | 50 %    |
| Люксембург         | 7    | 4      | 3     | 0         | 10 | 5  | +5  | 57 %    |
| Северная Македония | 4    | 1      | 1     | 2         | 2  | 4  | −2  | 25 %    |
| Мальта             | 14   | 10     | 1     | 3         | 31 | 10 | +21 | 71 %    |
| Монако             | 1    | 0      | 0     | 1         | 1  | 2  | −1  | 0 %     |
| Нидерланды         | 14   | 2      | 2     | 10        | 9  | 36 | −27 | 14 %    |
| Северная Ирландия  | 6    | 4      | 0     | 2         | 7  | 6  | +1  | 67 %    |
| Норвегия           | 33   | 7      | 6     | 20        | 32 | 62 | −30 | 21 %    |
| Польша             | 6    | 0      | 1     | 5         | 5  | 13 | −8  | 0 %     |
| Португалия         | 5    | 0      | 1     | 4         | 6  | 12 | −6  | 0 %     |
| Румыния            | 2    | 0      | 0     | 2         | 0  | 8  | −8  | 0 %     |
| Россия             | 6    | 1      | 1     | 4         | 2  | 8  | −6  | 17 %    |
| Шотландия          | 6    | 0      | 0     | 6         | 3  | 12 | −9  | 0 %     |
| СССР               | 8    | 0      | 3     | 5         | 4  | 15 | −11 | 0 %     |
| Словакия           | 5    | 1      | 1     | 3         | 6  | 10 | −4  | 20 %    |
| Словения           | 4    | 1      | 0     | 3         | 7  | 15 | −8  | 25 %    |
| Испания            | 9    | 1      | 2     | 6         | 6  | 11 | −5  | 11 %    |
| Швеция             | 16   | 2      | 2     | 12        | 15 | 36 | −21 | 13 %    |
| Швейцария          | 5    | 0      | 1     | 4         | 5  | 11 | −6  | 0 %     |
| Турция             | 9    | 5      | 2     | 2         | 16 | 10 | +6  | 63 %    |
| Украина            | 3    | 1      | 1     | 1         | 3  | 2  | −1  | 0 %     |
| Уэльс              | 7    | 1      | 1     | 5         | 5  | 13 | -8  | 14 %    |

С остальным миром:
| Против            | Игры | Победы | Ничьи | Поражения | ГЗ | ГП | ±  | % Побед |
| ----------------- | ---- | ------ | ----- | --------- | -- | -- | -- | ------- |
| Аргентина         | 1    | 0      | 1     | 0         | 1  | 1  | 0  | 0 %     |
| Бахрейн           | 2    | 1      | 0     | 1         | 3  | 2  | +1 | 50 %    |
| Бермуды           | 4    | 3      | 0     | 1         | 12 | 7  | +5 | 75 %    |
| Боливия           | 1    | 1      | 0     | 0         | 1  | 0  | +1 | 100 %   |
| Бразилия          | 2    | 0      | 0     | 2         | 1  | 9  | −8 | 0 %     |
| Канада            | 3    | 1      | 2     | 0         | 4  | 3  | +1 | 33 %    |
| Чили              | 2    | 0      | 1     | 1         | 1  | 3  | −2 | 0 %     |
| Гренландия        | 2    | 2      | 0     | 0         | 5  | 1  | +4 | 100 %   |
| Индия             | 1    | 1      | 0     | 0         | 3  | 0  | +3 | 100 %   |
| Иран              | 1    | 0      | 0     | 1         | 0  | 1  | -1 | 0 %     |
| Япония            | 3    | 0      | 0     | 3         | 3  | 8  | -5 | 0 %     |
| Кувейт            | 7    | 2      | 4     | 1         | 4  | 3  | +1 | 29 %    |
| Мексика           | 2    | 0      | 2     | 0         | 0  | 0  | 0  | 0 %     |
| Нигерия           | 1    | 1      | 0     | 0         | 3  | 0  | +3 | 100 %   |
| Саудовская Аравия | 5    | 1      | 2     | 2         | 3  | 5  | −2 | 20 %    |
| ЮАР               | 3    | 2      | 1     | 0         | 6  | 2  | +4 | 67 %    |
| Тринидад и Тобаго | 1    | 0      | 0     | 1         | 0  | 2  | −2 | 0 %     |
| Тунис             | 1    | 0      | 0     | 1         | 1  | 3  | −2 | 0 %     |
| ОАЭ               | 3    | 2      | 0     | 1         | 3  | 2  | +1 | 67 %    |
| США               | 7    | 2      | 2     | 3         | 9  | 12 | -3 | 29 %    |
| Уругвай           | 1    | 0      | 0     | 1         | 1  | 2  | −1 | 0 %     |

## Текущий состав
Следующие игроки были вызваны в состав сборной главным тренером Оге Харейдом для участия в матчах плей-офф квалификации Евро-2024 против сборной Израиля (21 марта 2024) и против сборной Украины (26 марта 2024).
Игры и голы приведены по состоянию на 26 марта 2024 года:
| 1  | Вр  | Элиас Оулафссон            | 11 марта 2000 (25 лет)    | 6  | 0  | Мафра                 |  |  |
| 12 | Вр  | Хаукон Вальдимарссон       | 13 октября 2001 (23 года) | 9  | 0  | Брентфорд             |  |  |
| 13 | Вр  | Патрик Гюннарссон          | 15 ноября 2000 (24 года)  | 4  | 0  | Викинг                |  |  |
|    |     |                            |                           |    |    |                       |  |  |
| 2  | Защ | Альфонс Сампстед           | 6 апреля 1998 (27 лет)    | 21 | 0  | Твенте                |  |  |
| 3  | Защ | Гвюдмюндюр Тоураринссон    | 15 апреля 1992 (33 года)  | 16 | 0  | ОФИ                   |  |  |
| 4  | Защ | Виктор Паульссон           | 30 апреля 1991 (34 года)  | 44 | 1  | Эйпен                 |  |  |
| 5  | Защ | Сверрир Ингасон            | 5 августа 1993 (31 год)   | 49 | 3  | Мидтьюлланн           |  |  |
| 6  | Защ | Йортюр Херманнссон         | 8 февраля 1995 (30 лет)   | 27 | 1  | Пиза                  |  |  |
| 14 | Защ | Колбейнн Финнссон          | 25 августа 1999 (25 лет)  | 10 | 0  | Люнгбю                |  |  |
| 18 | Защ | Даниэль Леоу Грьетарссон   | 2 октября 1995 (29 лет)   | 17 | 0  | Сённерйюск            |  |  |
|    |     |                            |                           |    |    |                       |  |  |
| 7  | ПЗ  | Микаэль Эйидль Эллертссон  | 11 марта 2002 (23 года)   | 15 | 1  | Венеция               |  |  |
| 8  | ПЗ  | Арнор Сигурдссон           | 15 мая 1999 (26 лет)      | 31 | 2  | Блэкберн Роверс       |  |  |
| 9  | ПЗ  | Йоун Дагюр Торстейнссон    | 26 ноября 1998 (26 лет)   | 35 | 4  | Ауд-Хеверле Лёвен     |  |  |
| 10 | ПЗ  | Альберт Гюдмюндссон        | 15 июня 1997 (28 лет)     | 37 | 10 | Дженоа                |  |  |
| 16 | ПЗ  | Микаэль Андерсон           | 1 июля 1998 (27 лет)      | 26 | 2  | Орхус                 |  |  |
| 17 | ПЗ  | Хаукон-Арнар Харальдссон   | 10 апреля 2003 (22 года)  | 17 | 3  | Лилль                 |  |  |
| 19 | ПЗ  | Исак-Бергманн Йоуханнессон | 23 марта 2003 (22 года)   | 25 | 3  | Фортуна (Дюссельдорф) |  |  |
| 21 | ПЗ  | Арнор Ингви Траустасон     | 30 апреля 1993 (32 года)  | 56 | 6  | Норрчёпинг            |  |  |
| 23 | ПЗ  | Кристиан Хлинссон          | 23 января 2004 (21 год)   | 1  | 0  | Аякс (Амстердам)      |  |  |
|    | ПЗ  | Йоханн Берг Гудмундссон    | 27 октября 1990 (34 года) | 91 | 8  | Бернли                |  |  |
|    | ПЗ  | Стефаун Тейтюр Тоурдарсон  | 16 октября 1998 (26 лет)  | 19 | 1  | Силькеборг            |  |  |
|    |     |                            |                           |    |    |                       |  |  |
| 11 | Нап | Альвред Финнбогасон        | 1 февраля 1989 (36 лет)   | 73 | 18 | Эйпен                 |  |  |
| 15 | Нап | Виллюм Тоур Виллюмссон     | 23 октября 1998 (26 лет)  | 9  | 0  | Гоу Эхед Иглз         |  |  |
| 20 | Нап | Орри Оускарссон            | 29 августа 2004 (20 лет)  | 8  | 2  | Реал Сосьедад         |  |  |
| 22 | Нап | Андри Гудьонсен            | 29 января 2002 (23 года)  | 21 | 6  | Люнгбю                |  |  |

## Рекордсмены по количеству матчей
| №  | Имя                     | Годы       | Игры | Голы |
| -- | ----------------------- | ---------- | ---- | ---- |
| 1  | Рунар Кристинссон       | 1987—2004  | 104  | 2    |
| 2  | Биркир Бьяднасон        | 2010—н. в. | 98   | 14   |
| 2  | Биркир Мар Севарссон    | 2007—н. в. | 98   | 4    |
| 4  | Рагнар Сигурдссон       | 2007—н. в. | 97   | 5    |
| 4  | Арон Гуннарссон         | 2008—н. в. | 97   | 2    |
| 6  | Кари Арнасон            | 2005—н. в. | 89   | 6    |
| 6  | Херманн Хрейдарссон     | 1996—2011  | 89   | 5    |
| 8  | Эйдур Гудьонсен         | 1996—2016  | 88   | 26   |
| 9  | Гудни Бергссон          | 1984—2003  | 80   | 1    |
| 10 | Ари Фрейр Скуласон      | 2009—н. в. | 79   | 0    |
| 10 | Йоханн Берг Гудмундссон | 2008—н. в. | 79   | 8    |

## Форма

### Домашняя
| 1998—1999 | 2000—2002 | 2010—2011 | 2014—2016 | 2016—2018 | 2018—2020 · ЧМ-2018 | 2020—2022 | 2022—2024 | 2024—н. в. |

### Гостевая
| 1998—2000 | 2000—2002 | 2010—2011 | 2014—2016 | 2016—2018 | 2018—2020 · ЧМ-2018 | 2020—2022 | 2022—2024 | 2024—н. в. |

### Вратарская
| 2016—2018 · (первая) | 2016—2018 · (вторая) | 2016—2018 · (третья) | 2018—2020 · (Первая) | 2018—2020 · (Вторая) | 2020—2022 · (первая) | 2020—2022 · (вторая) | 2020—2022 · (третья) |

Источники:,

### Спонсоры
С 2020 года поставщиком экипировки является немецкая компания Puma.
| Годы       | Компания |
| ---------- | -------- |
| 1977—1991  | Adidas   |
| 1992—1996  | ABM      |
| 1996—2001  | Reusch   |
| 2002—2020  | Erreà    |
| 2020—н. в. | Puma     |